# غریبه‌ها (ترانه هالزی)
«غریبه‌ها» (به انگلیسی: Strangers) ترانه‌ای از خوانندهٔ آمریکایی هالزی به‌همراهٔ لورن هرگی می‌باشد که در ۲۶ مهٔ سال ۲۰۱۷ از سوی آسترال‌ورکز به‌عنوان دومین تک‌آهنگ تبلیغاتی از دومین آلبوم استودیویی وی تحت عنوان پادشاهی چشمه ناامید (۲۰۱۷) منتشر گردید. این ترانه با تحسین منتقدان موجه شده‌است. هالزی بعدها موزیک ویدئوی این ترانه را در ۲۰ ژوئن سال ۲۰۱۸ منتشر نمود.